# Apurimacia michelii
Apurimacia michelii là một loài thực vật có hoa trong họ Đậu. Loài này được (Rusby) Harms miêu tả khoa học đầu tiên.